# Le Christianisme dévoilé
Le Christianisme dévoilé ou Examen des principes et des effets de la religion chrétienne est un livre antichrétien attribué au baron d'Holbach, vraisemblablement paru à Nancy sous pseudonyme en 1766.
Dans son premier ouvrage de critique de la religion, Holbach indique des aspects de la foi chrétienne qui d'après lui sont contradictoires, et critique surtout violemment l'influence morale et politique de la religion chrétienne et de son clergé. Les constatations qu'il y expose retrouvent de nombreux échos dans les travaux ultérieurs d'Holbach, mais ne contiennent d'énoncés athées que de façon latente, et ne s'attaquent encore surtout qu'au christianisme par rapport à la religion en général.
Contrairement aux publications antérieures critiques envers la religion, Le christianisme dévoilé ne contient aucune analyse de l'origine des religions, ni de projet d'une religion déiste alternative, mais se présente sans fard comme un écrit de propagande antichrétienne. Le livre a déclenché de vives réactions dans les cercles de la philosophie des Lumières, et a été saisi dès sa parution par les autorités françaises.

## L'auteur

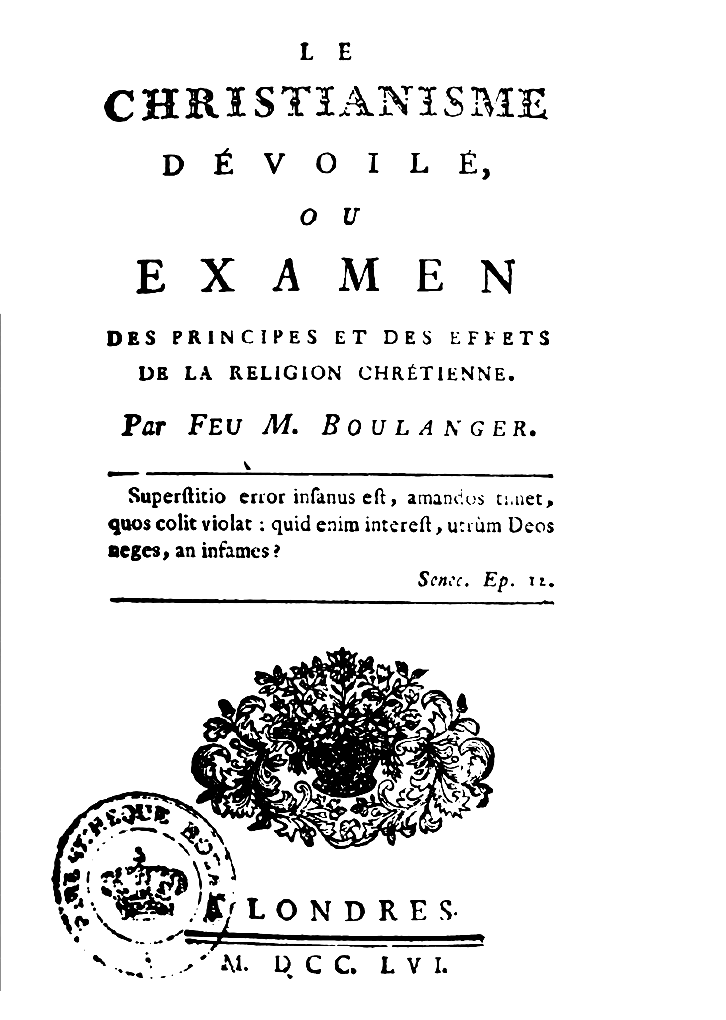
Page titre de l'édition la plus ancienne connue, 295 pages, auteur : « Feu M. Boulanger », daté de 1756 et paru à Londres. Toutes ces indications sont fausses

Le Christianisme dévoilé a été publié sous le nom de « Feu M. Boulanger ». Les contemporains doutaient déjà de cette paternité littéraire de Nicolas Antoine Boulanger, qui était connu pour ses œuvres philosophico-historiques posthumes, et faisaient des conjectures sur le véritable auteur.

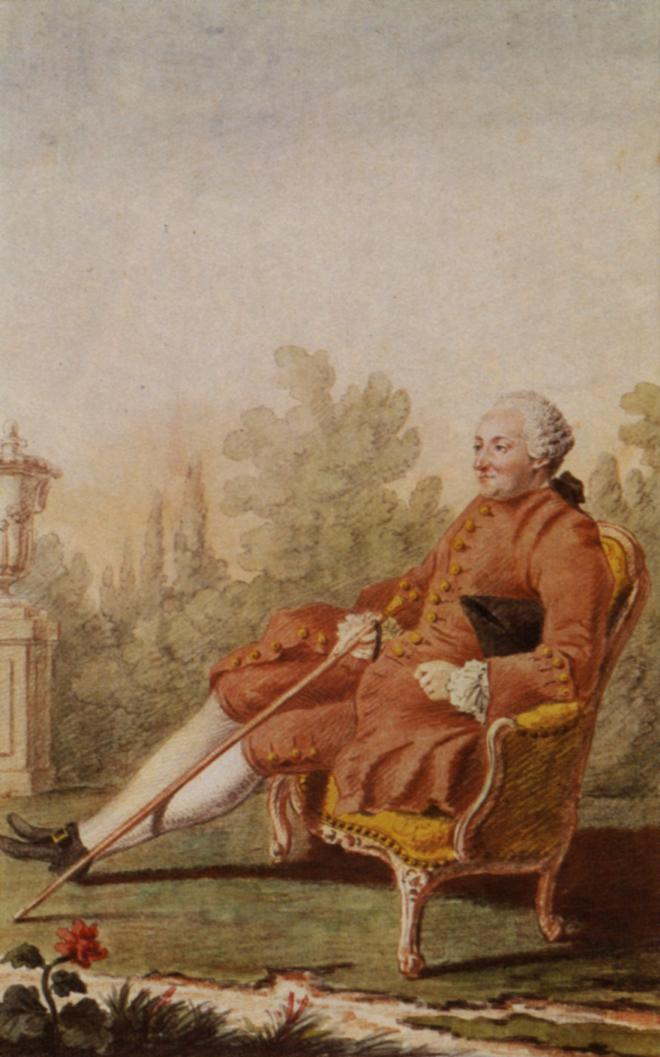
Le baron d'Holbach, aquarelle de Louis Carmontelle (1766)

Voltaire, qui utilisait lui-même souvent des pseudonymes, n'était pas hors de tout soupçon. Dans sa correspondance, en 1768, il désigne comme auteur son ami récemment décédé Étienne Noël Damilaville, vraisemblablement pour détourner les soupçons de sa personne. Voltaire en 1766, écrit dans une lettre à Helvétius :

« De qui est cet ouvrage attribué à Bolingbroke, à Boulanger, à Fréret ? Eh mes amis ! qu’importe l’auteur de l’ouvrage ? »

L'attribution à Boulanger est très vraisemblablement due à la ressemblance du titre avec celui de l'ouvrage de ce dernier L’antiquité dévoilée. Depuis la fin du XVIIIe siècle, Le christianisme dévoilé est repris dans plusieurs éditions des œuvres de Boulanger. La thèse de Damilaville a aussi été reprise ici ou là. L'écrivain et critique Jean-François de La Harpe rapporte que Damilaville a reçu en partie le texte sous la dictée de Diderot. Damilaville aurait stocké les livres chez lui et les aurait vendus 10 écus pièce.
Le bibliothécaire et bibliographe Antoine-Alexandre Barbier contredit les affirmations de La Harpe et établit Holbach comme auteur. Selon Barbier, le manuscrit aurait été confié à Jean-François de Saint-Lambert, qui l'aurait fait imprimer chez l'éditeur Le Clerc à Nancy. Par une indiscrétion, l'éditeur aurait presque causé des difficultés à l'auteur et à son messager. Les exemplaires seraient allés de Nancy à Ferney, où Voltaire aurait envoyé les deux premiers exemplaires à Damilaville. Des officiers auraient ensuite apporté des livres en quantité à Paris.
Déjà avant Barbier, Sylvain Maréchal avait attribué l'ouvrage à Holbach dans son Dictionnaire des athées anciens et modernes. La paternité littéraire d'Holbach a été confirmée vingt ans après par André Morellet.
Une étude stylistique par Rudolf Besthorn a donné des confirmations claires. Les répétitions typiques chez Holbach, ainsi que les renvois à des relations précédentes sont présentes, même si ce n'est pas dans la même mesure que dans le Système de la nature. Les considérations sur le contenu par rapport aux œuvres attribuées de façon certaine à Holbach, qui vont jusqu'à des répétitions mot à mot, confirment cette paternité et permettent d'exclure celle de Boulanger, de Voltaire ou de Damilaville sur le plan stylistique et rédactionnel. On ne peut pas prouver une collaboration de Diderot à ce travail. Mais des indications indirectes de Diderot de 1762 indiquent que Diderot et Helvétius avaient connaissance de ce travail et d'autres écrits d'Holbach, et auraient pu soutenir l'auteur de leurs conseils.

## Datation
L'édition la plus ancienne connue du christianisme dévoilé indique sur la page titre 1756 comme date de parution. Cette date est soit erronée, soit falsifiée, car l'auteur présumé décédé indiqué Nicolas-Antoine Boulanger n'est mort que trois ans plus tard. La préface de l'ouvrage est datée du « 4 mai 1758 ». En outre, le livre Recherches sur l’origine du despotisme oriental cité dans le livre, n'est paru qu'en 1761.
Comme dans cette édition la plus ancienne, il n'est fait allusion à aucun fait postérieur à 1761, on pourrait repousser la date de parution à cette année-là. Cette hypothèse s'accorde avec la date donnée par le Dictionnaire des ouvrages anonymes et pseudonymes de Barbier. Mais une publication plus tardive, en 1766 est plus probable, car ce n'est qu'à cette date qu'on l'évoque soudain dans les correspondances philosophiques et autres écrits. Un argument supplémentaire pour cette date ultérieure est que sur la page de titre d'un exemplaire de la Bibliothèque Nationale, la date de MDCCLVI (1756) a été corrigée ultérieurement par addition d'un X (10) pour faire MDCCLXVI (1766). Une étude des éditions les plus anciennes montre en outre que le filigrane du papier est daté de 1762 ou 1763.
Le manuscrit ne peut pas avoir été terminé avant 1762, car le livre cité de Boulanger Recherches sur l’origine du despotisme oriental n'est évoqué qu'à partir de janvier 1762. D'autre part, il est remarquable que l'autre œuvre léguée par Boulanger, L’antiquité dévoilée ne fait l’objet d'aucune allusion. Cette œuvre est indiquée en novembre 1765 comme sous presse. Donc on peut déduire que le manuscrit du christianisme dévoilé a été terminé entre 1762 et fin 1765, et a été publié en 1766.

## Construction
La préface de l'ouvrage est en forme de réponse à une prétendue lettre de lecteur, qui anticipe sur les points majeurs du travail. L'introduction sur la nécessité de soumettre la religion à un examen critique est suivie dans les deux premiers chapitres par un schéma de l'histoire du judaïsme et du christianisme. Puis les articles de foi du christianisme sont séparément soumis à l'examen et à la critique. Ensuite, Holbach passe en détail à la morale chrétienne ; le chapitre sur les vertus chrétiennes est le plus long de tous. Après un chapitre sur les devoirs et actes religieux, il présente les conséquences politiques de la religion et du clergé. Les considérations finales reprennent encore une fois les idées fondamentales, et énoncent en particulier les devoirs du souverain éclairé.
Holbach présente dans son texte un nombre de reproches très différents contre le christianisme. Ses arguments tirés du domaine de la philosophie pratique comprennent des doutes à l’égard du Dieu de la Bible, des considérations de philosophie de l'action, des objections contre la morale chrétienne et les vertus chrétiennes, ainsi que quelques arguments critiques du domaine de la philosophie politique. Du point de vue de la philosophie théorique, Holbach critique le manque de possibilité de comprendre la foi chrétienne en ce qui concerne les prétendues propriétés de Dieu, et leur oppose des objections linguistiques et épistémologiques.
Bien que le livre ne s'adresse qu'à un public moyennement éduqué, qui devait être convaincu le plus vite possible, Holbach indique en note de nombreuses références. Outre des ouvrages d'histoire, divers écrits critiques à l'égard de la religion sont cités, parmi lesquels des textes de Jean Meslier, de Peter Annet (en), de Thomas Woolston et d'Anthony Collins. La matière du christianisme dévoilé est en grande partie comparable à celle d'autres écrits contemporains. La nouveauté en est la construction dans le sens d'une présentation générale aussi puissante que possible, ne prenant aucune retenue en fonction de considérations politiques tactiques.
Résumé des chapitres
| Préface     |  | |
| Chapitre 1  |  | Introduction. De la nécessité d’examiner sa religion, et des obstacles que l’on rencontre dans cet examen. |
| Chapitre 2  |  | Histoire abrégée du peuple juif.                                                                           |
| Chapitre 3  |  | Histoire abrégée du christianisme.                                                                         |
| Chapitre 4  |  | De la mythologie chrétienne, ou des idées que le christianisme nous donne de Dieu et de sa conduite.       |
| Chapitre 5  |  | De la révélation.                                                                                          |
| Chapitre 6  |  | Des preuves de la religion chrétienne ; des miracles ; des prophéties ; des martyrs.                       |
| Chapitre 7  |  | Des mystères de la religion chrétienne.                                                                    |
| Chapitre 8  |  | Autres mystères et dogmes du christianisme.                                                                |
| Chapitre 9  |  | Des rites, des cérémonies mystérieuses, ou de la théurgie des chrétiens.                                   |
| Chapitre 10 |  | Des livres sacrés des chrétiens.                                                                           |
| Chapitre 11 |  | De la morale chrétienne.                                                                                   |
| Chapitre 12 |  | Des vertus chrétiennes.                                                                                    |
| Chapitre 13 |  | Des pratiques et des devoirs de la religion chrétienne.                                                    |
| Chapitre 14 |  | Des effets politiques de la religion chrétienne.                                                           |
| Chapitre 15 |  | De l’église, ou du sacerdoce des chrétiens.                                                                |
| Chapitre 16 |  | Conclusion.                                                                                                |

## Résumé

### Préface et introduction
Dans la préface, Holbach répond à une prétendue lettre d'un lecteur, qui d'une part adhère à une critique des articles de la foi chrétienne, mais d'autre part fait remarquer que le commun du peuple a besoin d'une religion, sinon rien ne le retiendrait de commettre des crimes. Holbach répond que ce ne sont pas les religions, mais les lois qui réfrènent le peuple, et pose donc au critique la question de savoir s'il appartient peut-être à « ces penseurs pusillanimes qui croient que la vérité soit capable de nuire ». Tout laisse penser que cette préface s'adresse à Voltaire, et qu'Holbach veut d'avance désarmer les reproches envisageables que l’on pourrait faire au contenu de son livre.
Dans l'introduction, Holbach explique que l'adoration d'un Dieu ne peut pas motiver l'attente d'une récompense ou d'une punition par ce Dieu. Bien plus, l'homme doit appliquer sa raison à comprendre les causes de ses souhaits et de ses craintes, mais peu en sont capables. L'individu, riche ou pauvre, ne tient à sa foi que parce qu'on l’a éduqué et enseigné ainsi depuis son enfance ; de cette manière, les croyances religieuses peuvent survivre des siècles.
« Le plus sûr moyen de tromper les hommes et de perpétuer leurs préjugés, c’est de les tromper dans l’enfance. Chez presque tous les peuples modernes, l’éducation ne semble avoir pour objet que de former des fanatiques, des dévots, des moines ; c’est-à-dire des hommes nuisibles ou inutiles à la société. »
— Holbach 1766, Le christianisme dévoilé … (p.10)
Comme la religion chrétienne présente comme modèle un Dieu décrit comme cruel et méchant, elle n'a apporté au peuple que haine, duplicité et brutalité. Même les rois et souverains n'auraient rien gagné par le christianisme, car il leur aurait toujours s'incliner devant le clergé. Il est donc d'autant plus important de lever le voile sur le christianisme, et d'en mettre à jour les principes.

### Histoire et origine des religions judéo-chrétiennes (chapitres 2 et 3)
L'histoire de la religion judaïque et chrétienne est décrite par l'auteur brièvement et sèchement ; le but poursuivi par Fontenelle (De l'origine des fables) et Boulanger(L'Antiquité dévoilée), de découvrir les causes psychosociologiques des articles de foi, ne l'intéresse qu'à la marge. Holbach représente l'origine du « peuple juif – dans un petit pays, à peine remarqué par les autres peuples » comme tout à fait banale et sans signification, afin de le dénuer de toute crédibilité. La seule issue, peu prometteuse, de ce peuple est sa superstition et son ignorance. Moïse aurait fait des Hébreux des « monstres possédés et sauvages », qui auraient haï les autres dieux, et qui comme rapporté dans le premier livre des Rois, se seraient comportés de façon barbare à l'égard d'autres nations. Les Juifs auraient été toujours esclaves d'autres peuples – toujours victimes de leur crédulité – et traités durement « comme ils le méritaient », avant de tomber sous le joug suprême des Romains, de façon encore plus fanatique. Ceci auraient été les circonstances de la présentation antisémitique de l’Ancien Testament par Holbach, pendant lesquelles le peuple juif attendait son Messie.
L'origine du christianisme est décrite sur un ton pareillement sobre et parfois sarcastique. Un pauvre Juif aurait soudain émergé, et convaincu une bande de disciples ignorants qu'il était le Fils de Dieu, et aurait fini par être exécuté par les autres Juifs. Holbach souligne les influences égyptiennes, phéniciennes, platoniques et autres sur cette nouvelle religion « informe et incohérente » – thème qui va être repris à maintes reprises dans les chapitres suivants. D'abord seuls les pauvres et les païens se sentaient attirés par un Dieu qui n'avait pas de bonnes intentions à l'égard des riches et des puissants. Ce n'est que les empereurs romains convertis tant bien que mal au christianisme qui auraient donné la liberté, et finalement la domination à l'Église. L'opposition entre l’amour du prochain prêché par les chrétiens et leur cruauté fanatique s'expliquerait par la reprise du Dieu des Juifs, dont la nature terrible est encore soulignée par le concept de la torture éternelle des enfers.

### Révélations et contenus de la foi chrétienne (chapitres 4 à 8)
Holbach essaie de distinguer entre les faits et les mythes religieux ; premièrement, en liaison avec la présentation d'orientation historique des chapitres précédents, l'ouvrage traite de la révélation. Dès le début, l’auteur s'efforce de démontrer l'absurdité des articles de foi chrétiens, commençant par une représentation moqueuse du mythe biblique de la création : « À peine cet Adam a-t-il aperçu la lumière du monde, que son créateur le prend au piège … » ; également absurde serait le sacrifice de rédemption de Jésus Christ. La morale fondée sur un Dieu aussi arbitraire ne pourrait être qu'incertaine. La question de la coexistence du mal dans le monde avec la bonté supposée de Dieu (problème de théodicée) ne saurait trouver de réponse par l'existence d'un diable ou l'impénétrabilité de l'action divine :
« On nous dira sans doute que la conduite de Dieu est pour nous un mystère impénétrable ; que nous ne sommes point en droit de l’examiner ; que notre faible raison se perdrait toutes les fois qu’elle voudrait sonder les profondeurs de la sagesse divine ; qu’il faut l’adorer en silence et nous soumettre, en tremblant, aux oracles d’un Dieu qui a lui-même fait connaître ses volontés : on nous ferme la bouche en nous disant que la Divinité s’est révélée aux hommes. »
— Holbach 1766, Le christianisme dévoilé … (p.51)
Pour avoir une idée de Dieu, on ne pourrait pas se fonder sur une révélation, car celle-ci ne pourrait pas prouver sa propre justesse. Les doutes en ce qui la concerne ne peuvent pas être écartés au motif qu'il s'agit de mystères, car un Dieu absolument bienveillant s'exprimerait de façon claire pour tout un chacun. Ceci n’est clairement pas le cas, car chacun interprète la Bible à sa manière, y compris les théologiens. En réalité, le christianisme n'offre aucun avantage par rapport à toutes les autres « superstitions qui parasitent l'univers », comme la croyance en Brahmā ou Odin. Pour les miracles, il n'y a aucune preuve sérieuse ; ils n'auraient été inventés que pour convaincre les hommes de l'impossible. On aurait essayé de réaliser les vagues prophéties de l’Ancien Testament par des interprétations hardies et des allégories. Les martyrs ne prouveraient rien non plus, car ce n’est pas seulement le fanatisme qui a ses martyrs, mais toutes les sortes de sentiments.
Holbach pose la question de savoir dans quelle mesure des propriétés telles que l’infinité, l'éternité, la toute-puissance ou la justice sont compatibles avec le Dieu de la Bible. La Trinité ne se laisserait justifier à partir de la Bible que par l'intermédiaire d'explications artificielles ; les dogmes de l'Incarnation et de la Résurrection auraient visiblement repris d'autres religions. La conception d'un enfer serait non seulement incompatible avec un Dieu bon, mais servirait aussi à rendre les hommes soumis, et à troubler leur raison. D'ailleurs, ce ne seraient pas la croyance en un ciel et un enfer qui retiendrait les hommes d'un comportement effréné, mais des bonnes lois et une éducation raisonnable. Les anges, d'après Holbach, seraient dans les chimères des chrétiens ce que les nymphes, les lares (mythologie) et les fées ont été dans les représentations des Romains et des païens. Il souligne encore les parallèles avec d'autres croyances : la croyance en Satan proviendrait de religions du passé, le concept de purgatoire de Platon.

### Pratique de la foi et Écriture sainte (chapitres 9 et 10)
Après l'énoncé des articles de foi centraux du christianisme, Holbach passe brièvement aux « cérémonies puériles et ridicules » des chrétiens. Le baptême serait un « mystère impénétrable à la raison, dont l'efficacité est contredite par l'expérience », puisqu'apparemment des péchés sont commis même après le baptême. En ce qui concerne la transsubstantiation (transformation du pain et du vin en corps et sang de Jésus Christ), la confession, la prière ou l'exorcisme il s'agirait de « tout mystère, toute magie, tout incompréhensible ». Puis le contenu de la sainte écriture est abordé brièvement. Contrairement à l'exégèse biblique représentée par des théologiens modernes, qui interprètent symboliquement certains passages de l’écriture, Holbach prenait les énoncés de la Bible à la lettre. Déjà le début de la Bible témoignerait d'une « profonde incompréhension des lois de la physique » et serait plein de contradictions. Tout l’Ancien Testament serait une « collection maladroite, où figureraient parsemées des énonciations obscures et incohérentes ». Holbach tient le Nouveau Testament comme à peine plus crédible, et pointe une série de passages où les Évangiles se contredisent mutuellement. Face à un tel livre, il ne serait pas étonnant que les chrétiens se disputent toujours sur ce que Dieu attend d'eux :
« Ainsi ce livre obscur fut pour eux une pomme de discorde, une source intarissable de querelles, un arsenal, dans lequel les partis les plus opposés se pourvurent également d’armes. Les géomètres n’ont aucune dispute sur les principes fondamentaux de leur science ; par quelle fatalité le livre révélé des chrétiens, qui renferme les fondements de leur religion divine, d’où dépend leur félicité éternelle, est-il inintelligible et sujet à des disputes qui si souvent ont ensanglanté la terre ? »
— Holbach 1766, Le christianisme dévoilé … (p. 138)

### Morale et vertus chrétiennes (chapitres 11 à 13)
Holbach repousse l’idée qu'aucune morale ne serait possible sans une révélation surnaturelle. En réalité, la morale a toujours été une composante nécessaire de la société. Les penseurs des sociétés pré-chrétiennes – Socrate, Confucius ou les Gymnosophistes – ne le cèderaient en rien à Jésus Christ, et ne laisseraient pas aux chrétiens l'exclusivité sur des valeurs telles que la justice, le patriotisme, la patience ou la douceur. La chrétienté serait bien loin de sanctifier ces valeurs, mais elles les rendrait peu sûres, parce qu'un Dieu lunatique ne pourrait pas servir de base solide à une éthique. Comme la vision d'un Dieu cruel a toujours fait sur les fanatiques une plus profonde impression que celle d'un Dieu bienveillant, la chrétienté aurait à répondre de plus de sang versé que n'importe quelle superstition païenne. Même les souverains temporels auraient eu à souffrir des représentations morales arbitraires des chrétiens. Au lieu d'interdire le crime en en appelant à Dieu, on devrait enseigner une « morale naturelle », qui vise à la préservation autonome de l’homme et de sa place dans la société.
Holbach décrit les « vertus chrétiennes » comme peu adéquates à l'homme. L'amour d'un Dieu injuste et terrible serait à peine possible, et dans la mesure où l'on y arriverait, elle serait accompagnée d'un excès de zèle : « un vrai chrétien doit se mettre en colère s'il est péché contre Dieu ». Il faudrait aussi envisager sous cet angle les missions, et les violences qu'elles entraînent. Si des esprits faibles sentaient un attrait romantique vers Dieu, ils ne le considèreraient que sous l’angle complaisant, et se détourneraient de ses qualités désagréables. L'amour du prochain ou de l'ennemi ne seraient pas réalistes, car on ne pourrait aimer un quelqu'un d'autre que si on le connaissait, et s'il contribuait à un bonheur réciproque. La foi n'aurait été élevée au niveau de vertu que pour empêcher la pensée raisonnable, et consolider la confiance dans les officiels chrétiens. Les croyants, aveuglés par l'espérance d'une vie éternelle perdraient de vue le bonheur présent ; la vertu catholique d'humilité abaisserait les hommes et les priverait de force d'action. C'est avec le même anticléricalisme acéré qu'Holbach critique le célibat et l'interdiction du divorce. Dans sa conclusion générale, Holbach conclut qu'aucune véritable morale ne serait compatible avec le christianisme :
« Toutes les vertus, que le christianisme admire, ou sont outrées et fanatiques, ou elles ne tendent qu’à rendre l’homme timide, abject et malheureux. Si elles lui donnent du courage, il devient bientôt opiniâtre, altier, cruel, et nuisible à la société. »
— Holbach 1766, Le christianisme dévoilé … (p. 203)
La prière serait de même absurde, puisqu'elle contredirait l'inaltérabilité prétendue de Dieu ; en d'autres termes, elle supposerait un Dieu lunatique. Les fêtes religieuses conduiraient à repousser sans motif des travaux urgents. Le christianisme, plus qu'aucun autre culte, rendrait ses disciples dépendants du clergé, par le baptême, la confession, et la menace de l’excommunication. Au lieu de former des citoyens utiles et éclairés, on inoculerait dès le début aux hommes des partis pris qui ne serviraient qu'aux prêtres.

### Influence politique et sociale du clergé (chapitres 14 et 15)
Après ces considérations sur l'éthique chrétienne, les conséquences politiques du christianisme sont étudiées. Holbach constate que dans tous les pays chrétiens règneraient deux ordres juridiques opposés, qui se combattraient ; par l’Église naîtrait un « État dans l'État ». Des discordes inévitables entre confessions chrétiennes, entre les orthodoxes et les hérétiques, il a toujours fallu que le pouvoir politique s'interpose. L'Église aurait toujours cherché à manipuler dans son intérêt les princes et souverains. Cela aurait conduit à une tyrannie, abolissant la vie scientifique, économique, culturelle ou sociale de l'État. Un souverain éclairé et juste, qui se soucie sérieusement du bien-être de ses « sujets », n'aurait par contre aucune raison de favoriser la superstition.
Pour Holbach, la prétention tyrannique de puissance de l'Église est à rapporter à la doctrine chrétienne, qui se fonde sur une autorité divine infaillible. Dans une revue historique, il continue à expliquer que la puissance de discorde et de rivalité entre clercs construite par les premiers évêques aurait conduit à ce que l'évêque de Rome monte finalement sur le trône, et construise une théocratie. Au bout du compte, la religion catholique n'aurait été inventée que pour assurer le pouvoir de son clergé, et même la Réforme aurait été une entreprise avortée, qui n’aurait pu s'affranchir des superstitions. Une société chrétienne porterait elle-même la responsabilité des maux que lui font subir le clergé.

### Conclusion (chapitre 16)
La conclusion du christianisme dévoilé s'adresse principalement aux puissants, ce qui était tout à fait l'usage des ouvrages de l'époque. Holbach précise que ce serait dans l’intérêt des officiels de la politique de s'affranchir de la religion chrétienne et de son clergé. Sa définition de la religion du point de vue politique rejoint les thèses de Marx critiquant la religion :
« La religion est l’art d’enivrer les hommes de l’enthousiasme, pour les empêcher de s’occuper des maux, dont ceux qui les gouvernent, les accablent ici bas. »
— Holbach 1766 Le christianisme dévoilé … (p. 282)
Ce serait le devoir du souverain éclairé, et non de l'Église, d'enseigner la morale et de faire régner la justice. Même si le christianisme retenait quelques personnes de commettre des actes criminels – ce dont on doute – ces avantages ne seraient rien en comparaison des immenses dommages que cette religion aurait causés. Contrairement à Voltaire, qui dirigeait son programme de philosophie des Lumières vers les couches évoluées, Holbach exigeait une éducation publique, qui inclut tous les hommes sans distinction d'origine.
Avec un appel quasi religieux, Holbach conclut avec optimisme que les puissants n'auraient rien à craindre d'un peuple éclairé, et qu'en fin de compte la vérité et la raison finiraient par triompher. Bien que Holbach mette aussi finalement ses espoirs sur un monarque éclairé, il se détache du plan de Voltaire, qui entendait attirer les souverains du côté des Lumières par des manœuvres tactiques.

## Confiscation et poursuites
Le 1er septembre 1766, le chef de la police parisienne, Sartine, constata que le livre se répandait dans la capitale, et ordonna à Joseph d'Hémery d'en empêcher la diffusion par tous moyens.
Au printemps 1767, 200 exemplaires du livre furent saisis chez une « Mme Le Jeune ». En 1768, un constat est fait de ce qu'un certain Bacot offre le livre à la vente. Le colporteur Lefèvre, qui possédait parmi une collection de nouveautés philosophiques également des exemplaires du christianisme dévoilé, a été arrêté et plusieurs fois jugé. En octobre 1768, la police arrêta l'auxiliaire de librairie Josserand, le brocanteur Lecuyer et sa femme pour vente de « livres contraires aux bonnes mœurs et à la religion », parmi lesquels Le christianisme dévoilé. Ce cas confirme que le livre a été reçu avec intérêt même dans les classes populaires. Tous trois ont été condamnés à trois jours de pilori, Josserand au marquage au fer et neuf ans de galères, Lecuyer au marquage au fer et cinq ans de galères, et sa femme à cinq ans de maison de correction. Malgré les nombreuses récidives de Lecuyer, cette punition était extraordinairement lourde, et déclencha la stupeur dans les cercles philosophiques.
Le christianisme dévoilé compte parmi les livres condamnés par les Assemblées du clergé en 1770 et 1775. En août 1770 un jugement condamna plusieurs livres et brochures à l'autodafé, et parmi eux des exemplaires de l'ouvrage d'Holbach.

## Éditions
Après l'original daté de 1766, le livre a été réédité cinq fois en 1767, peut-être certaines fois à l'étranger. Pour les XVIIIe et XIXe siècles, on peut prouver l'existence de douze éditions ultérieures en français, dont la dernière date de 1834. Le christianisme dévoilé a été repris dans des éditions prétendues complètes des œuvres de Boulanger. Parmi les éditeurs identifiés par des factures, on compte Marc-Michel Rey, d'Amsterdam, qui a été à partir du milieu du XVIIIe siècle le principal éditeur des philosophes des Lumières français.
Une première traduction en anglais par l’Américain William Martin Johnson a été publiée en 1795 à New York. La première traduction en espagnol est parue en 1821, la première en russe en 1924. Jusqu'à présent, la seule traduction en allemand, par Manfred Naumann, a été éditée en 1970 avec deux autres œuvres d'Holbach.

## Réception
La première édition du livre a apparemment été vite saisie, ou sa diffusion fortement limitée par les poursuites officielles, car les Mémoires secrets publiés sous le nom de Bachaumont décrivent en 1766 le livre comme « un ouvrage nouvellement imprimé & fort rare ». Contrairement à cela, rien qu'en 1767, cinq rééditions paraissent, qui malgré le prix élevé du livre – selon Diderot jusqu'à quatre louis l'exemplaire – témoignent du succès auprès du public français. Cependant cet ouvrage n'a pas atteint et de loin l'influence du Système de la nature postérieur, où le mouvement athée-matérialiste a trouvé son sommet de l'époque.

### Réactions de l'entourage d'Holbach
Dans une lettre du 24 septembre 1766 à Damilaville, Voltaire loue le contenu du livre. Non seulement il félicite son auteur, mais il lui exprime son admiration :
« Il y a un nouveau livre, comme vous savez, de feu m. Boulanger. Ce Boulanger pétrissait une pâte que tous les estomacs ne pourraient pas digérer. Il y a quelques endroits où la pâte est un peu aigre ; mais en général son pain est ferme et nourissant [sic] […] Mes compliments à l’auteur voilé du dévoilé. Je l’embrasse mille fois. Ecr. l’inf. »
,.
Quelques semaines plus tard, Diderot rapporte à Voltaire l'existence d'un livre nouvellement paru, qui est vraisemblablement Le christianisme dévoilé. Il craint que ce livre va provoquer des mesures de répression arbitraire de la part des autorités, et honore le courage de l'éditeur avec les mots suivants :
« C’est un homme qui a pris la torche de vos mains, qui est entré fièrement dans leur édifice de paille, et qui a mis le feu de tous les côtés. »
Holbach lui-même ne s'est exprimé sur son travail que brièvement dans une lettre à son ami, l'avocat Servan, et constate qu'« il a fait, surtout ici, une sensation prodigieuse et méritée. » Sinon, Holbach s'est tenu en retrait, et n'a cité son premier ouvrage que rarement dans ses travaux ultérieurs.
Contrairement à ce que les attaques contre l'Église catholique de Voltaire auraient pu laisser attendre, il s'exprima bientôt négativement dans son appréciation de l'ouvrage :
« J’avoue avec vous qu’il a de la clarté, de la chaleur, et quelque-fois de l’éloquence, mais il est plein de répétitions, de négligences, de fautes contre la langue […] Il est entièrement opposé à mes principes. Ce livre conduit à l’athéisme que je déteste. J’ai toujours regardé l’athéisme comme le plus grand égarement de la raison, parce qu’il est aussi ridicule de dire que l’arrangement du monde ne prouve pas un artisan suprême, qu’il serait impertinent de dire qu’une horloge ne prouve pas un horloger.

L’auteur parait trop ennemi des puissances. Des hommes qui penseraient comme lui ne formeraient qu’une anarchie […] »
Les notes marginales critiques laissées par Voltaire dans son exemplaire du livre ont été conservées. Elles ne laissent aucun doute sur le fait qu'il s'est senti irrité par la parution de l'ouvrage, et anticipent sur son rejet à venir du Système de la nature explicitement athée d'Holbach. Cette réaction explicite la séparation entre Voltaire et les philosophes plus radicaux Diderot et Holbach, qui contrairement à Voltaire rejettent aussi bien le besoin moral d'une foi en Dieu que la liaison stratégique entre les Lumières et les pouvoirs politiques en place.

### Autres critiques contemporaines
Le diplomate et écrivain Melchior Grimm, un participant de longue date des dîners philosophiques organisés chez Holbach, a décrit dans sa critique Le christianisme dévoilé comme « le livre le plus hardi et le plus terrible qui ait jamais paru dans aucun lieu du monde ». Il indiquait cependant que l'on ne pouvait rien tirer de nouveau de ce livre, mais qu'il suscitait néanmoins l'intérêt.
Par contre l'opinion publique allemande a reçu de façon très négative cet ouvrage. Ainsi, les Göttingschen Gelehrten Anzeigen écrivent que le livre est « plein de moqueries, pour la plupart insolentes, et de jurons grossiers ; et écrit de bout en bout plus comme une pasquinade que comme une contestation sérieuse ». Le jeune Johann Christoph von Zabuesnig (de), futur maire d'Augsbourg écrit son opinion au sujet du livre :
« Tout Le christianisme dévoilé est une collection athée d'absurdités, de blasphèmes, d'imprécations et de conclusions dégoûtantes et repoussantes pour la raison. Il y règne un esprit de fanatisme sombre et mélancolique, qui voudrait abolir toute religion. […] Un monstre aussi risqué ne pouvait voir le jour que dans une tête échauffée. […] Pourtant cet ouvrage a été reçu avec applaudissements ; mais seulement par cette sorte de gens qui cherchent plutôt à s'aveugler complètement avec les fruits d'un athéisme fou qu'à éclairer leur raison avec des écrits raisonnables ; cette sorte de gens qui ne décernent d'éloges à un agitateur que parce qu'ils sont eux aussi complices de cette agitation. »

### Réponses apologétiques
Le théologien Nicolas-Sylvestre Bergier publia en 1770, en réponse à l'ouvrage d'Holbach en deux tomes une Apologie de la religion chrétienne, contre l’auteur du Christianisme dévoilé et contre quelques autres critiques qui reste dans le style traditionnel de l'apologétique catholique.
En se référant à Thomas d'Aquin, Bergier renforce sa confiance dans la raison. Ce serait stupide de vouloir affirmer que le christianisme interdirait la raison ; celle-ci serait présente sur chacun des plans. En ce qui concerne la révélation, la raison donnerait elle-même à comprendre qu'il faut croire à ses contenus sans autre preuve. Le fait que cette révélation n'est pas « comprise » de la même manière par tous est à rapporter à la nature infinie et inexplicable de Dieu.
En dénonçant la tyrannie de la religion, l'auteur du christianisme dévoilé prépare celle des lois temporelles, car sans religion, celles-ci devraient être nécessairement beaucoup plus strictes. Le projet de conduire les souverains à l'introduction d'une liberté de pensée est condamné à l’échec, car les peuples non-chrétiens seraient loin derrière les chrétiens. Il serait aussi faux que le christianisme conduise les peuples à des soulèvements, car il y en a eu de tous temps. Même si le christianisme était inutile, il faudrait le conserver, sinon il serait remplacé par une religion plus mauvaise.
Souvent Bergier reproche à l'auteur de représenter faussement la foi chrétienne, pour la faire apparaître aussi insupportable que possible. Par exemple, Holbach se trompe si le Dieu chrétien prévoit les tourments de l'enfer pour la majorité des gens :
« Dieu ne punit point l’ignorance involontaire ; il ne damnera aucun homme, pour avoir ignoré l’Evangile, à moins que cet homme n’ait eu des moyens de la connoître. »
Une autre calomnie serait d'affirmer que la vie éternelle ne serait réservée qu'à un petit nombre d'élus, car selon l'Écriture sainte, le bonheur céleste est une récompense pour les bonnes œuvres, en particulier d'amour du prochain. En ce qui concerne la question de la théodicée, Bergier s'appuie en partie sur l'énoncé de Pierre Bayle, selon lequel une « distance infinie » sépare les actions de Dieu de celles des hommes. Il faut à l'homme montrer de la bonté à ses semblables, parce que sa puissance est limitée ; ce serait absurde d'attendre une position comparable d'un Dieu tout-puissant.
Le christianisme dévoilé fut éclipsé dans l'attention de l'apologétique par celle bien supérieure de l'ouvrage ultérieur d'Holbach Système de la nature. Cependant il fut cité assez souvent dans les années suivant sa parution, par exemple par le protestant Jacob Vernes, le catholique Jean-René Sigaud de la Fond, le jésuite Claude-Adrien Nonnotte, le bénédictin Louis-Mayeul Chaudon et l’ennemi des Lumières Antoine Sabatier de Castres.

### Influence ultérieure et moderne
Le théologien, philosophe et historien Bruno Bauer, membre des jeunes hégéliens, reprit pour titre de son manuscrit de jeunesse paru en 1843 Das entdeckte Christentum, traduction approximative de Le christianisme dévoilé. Bauer y citait à de nombreuses reprises les œuvres d'Holbach.
Wulf Kellerwessel publia en 2009 dans le journal Aufklärung und Kritik une étude détaillée des arguments de l'ouvrage, dans laquelle il juge la force des arguments d'Holbach très inégale. Les moins convaicants sont les reproches « psychologiques » et personnels ; comme, il est douteux empiriquement que l'amour du Dieu de la Bible soit réellement psychiquement impossible, comme l'affirme Holbach. Également, sa critique de la colonisation et de la conversion de force par les missionnaires comme résultat des représentations morales chrétiennes est largement dépassée. Par contre, les arguments d'Holbach fondés sur des absurdités linguistiques et logiques, sont plus convaincants, mais ils représentent des problèmes importants pour le christianisme comme pour les autres religions monothéistes. Kellerwessel résume ses impressions comme suit :
« Ainsi, les analyses de la philosophie des Lumières du Christianisme dévoilé se présentent au moins dans certaines parties comme les problèmes rationnels perçant à travers des contenus de foi problématiques, et dans cette mesure, restent jusque aujourd'hui actuels comme critiques pertinentes de certaines présentations (sic) de la foi »
L'ambition intemporelle d'Holbach de démasquer certaines représentations religieuses comme des préjugés, rendraient donc « le texte digne d'être lu et intéressant aujourd'hui encore ».

#### Textes de l'époque

##### Transcriptions modernes
- Le christianisme dévoilé, ou Examen des principes et des effets de la religion chrétienne, Paris, Coda, 2006, 170 p. (ISBN 2-84967-032-4). Original : Holbach 1766
- Le Christianisme dévoilé. Original : Holbach 1766
- Association "Voltaire Intégral", « Extraits des notes marginales critiques de Voltaire dans son exemplaire » (consulté le 30 janvier 2012)
- Nicolas-Sylvestre Bergier, « Apologie de la Religion chrétienne. t.1 » ; « t.2 », Humblot, 1770 (consulté le 30 janvier 2012). Très mauvaises transcriptions par OCR inadapté.

##### Textes d'époque
- Holbach, Le christianisme dévoilé, ou examen des principes et des effets de la religion chrétienne : par feu M. Boulanger, Londres, MDCCLVI, 1766. Bibliothèque Nationale de France Cotes D2-5305, D2-5306. La date de la cote D2-5305 est corrigée à la main en 1766. Texte en ligne dans Holbach 1766
- Holbach, « Google%20books) Le christianisme dévoilé ... », 1766 (consulté le 30 janvier 2012). Facsimilé de Holbach 1766 provenant de la Bibliothèque cantonale et universitaire de Lausanne. Numérisé le 14 sept. 2009

#### Textes de critique moderne
- (en) Theodore Besterman, Voltaire’s general correspondence, Genève, 1953 Institut et Musée Voltaire, Genève 1953–1965
- (de) Rudolf Besthorn, Textkritische Studien zum Werk Holbachs, Berlin, Rütten & Loening, 1969, p. 76–91
- (de) Wulf Kellerwessel, « Zur Religionskritik in Baron von Holbachs „Das entschleierte Christentum“ », Aufklärung und Kritik, vol. 16, no 1,‎ 2009, p. 180–199 (ISSN 0945-6627)
- Denis Lecompte, Le Baron d’Holbach et Karl Marx : de l’antichristianisme à un athéisme premier et radical : Thèse, Université Paris IV, 1980, Paris, Cerf, 1984, 1238 p. (ISBN 2-204-02207-1), p. 328–460 (t. 1) ; 631–638, 663–698 (t. 2).
- (de) Manfred Naumann, « Zur Publikationsgeschichte des „Christianisme dévoilé“ », dans Werner Krauss, Walter Dietze, Neue Beiträge zur Literatur der Aufklärung, Berlin, Rütten & Loening, 1964, p. 155–183
- Jeroom Vercruysse, Bibliographie descriptive des écrits du Baron d’Holbach, Paris, Minard, 1971
- Gerhardt Stenger, « Voltaire contre la coterie holbachique », dans The Great Protector of Wits. Baron D’Holbach and His Time. Edited by Laura Nicolì, Leiden-Boston, Brill, 2022 (Coll. « Brill Studies in Intellectual History »), p. 218-234